# Pearl Jam Bootlegs
Los Pearl Jam Bootlegs, (también denominados Bootlegs Oficiales de Pearl Jam), son una serie de grabaciones oficiales de los conciertos en vivo de la banda de rock Pearl Jam, la cual constantemente sigue creciendo. De estas series han vendido más de 3 millones de copias desde su lanzamiento en el año 2000. Las Bootleg Series comenzaron en la gira promocional del álbum Binaural del año 2000 y ha continuado en casi todas las giras que han realizado hasta la fecha. Pearl Jam se dio cuenta del deseo de los fanes de obtener una copia de los shows a los que ellos fueron y la popularidad de los bootlegs grabados por la audiencia. La banda siempre fue abierta a que los fanes grabaran sus shows, así que estos "bootlegs oficiales" fueron un intento de ofrecerles a los fanes un producto más económico y con mucha mejor calidad. La banda ha vendido más de 3,5 millones de copias de copias desde el lanzamiento de estos bootlegs en el 2000. Dentro de estas grabaciones se ofrecen casi todos los conciertos que el grupo ha dado, excluyendo tan solo algunos conciertos realizados en clubes o eventos especiales.

## De 2000 a 2001
El programa de bootlegs oficiales de Pearl Jam comenzó con la gira de soporte del álbum Binaural en 2000. Fueron lanzados 72 grabaciones las cuales fueron liberadas en tiendas en 3 series a finales de 2000 e inicios de 2001, iniciando con la serie de 25 bootlegs de la gira europea. Cada concierto fue lanzado en una cubierta de cartón la cual contenía dos CD, con la excepción del último disco de la serie, grabado el 6 de noviembre de 2000 en la KeyArena de Seattle, Washington. Dicho bootleg fue lanzado como un álbum triple y fue el que alcanzó la posición más alta de todos los de la serie, llegando al número 98 en la lista Billboard 200, y siendo nombrado como "un documento en vivo esencial" por Allmusic. 18 de los conciertos de la gira fueron elegidos y nombrados por la banda como conciertos "Ape/Man", los cuales, de acuerdo al bajista Jeff Ament, eran conciertos que la banda encontró "realmente excitantes". Con el lanzamiento de estos bootlegs oficiales, Pearl Jam establecería una marca por tener la mayor cantidad de álbumes que ingresaron en la lista Billboard 200 al mismo tiempo.

### Posiciones en listas
| Año  | Álbum                                                              | Posición en lista | Posición en lista | Posición en lista | Posición en lista | Posición en lista | Posición en lista | Posición en lista | Posición en lista | Posición en lista | Posición en lista | Posición en lista |
| Año  | Álbum                                                              | E.U.A             | Australia         | Austria           | Bélgica           | FRA               | Irlanda           | Holanda           | Noruega           | Suecia            | Suiza             | Reino Unido       |
| ---- | ------------------------------------------------------------------ | ----------------- | ----------------- | ----------------- | ----------------- | ----------------- | ----------------- | ----------------- | ----------------- | ----------------- | ----------------- | ----------------- |
| 2000 | 5/29/00, Wembley Arena, London, England                            | —                 | —                 | —                 | —                 | —                 | —                 | —                 | —                 | —                 | —                 | 140               |
| 2000 | 5/30/00, Wembley Arena, London, England                            | 137               | —                 | —                 | 50                | —                 | —                 | —                 | —                 | —                 | —                 | 172               |
| 2000 | 6/1/00, The Point Theatre, Dublin, Ireland                         | —                 | —                 | —                 | —                 | —                 | 18                | —                 | —                 | —                 | —                 | —                 |
| 2000 | 6/4/00, Manchester Evening News Arena, Manchester, England         | —                 | —                 | —                 | —                 | —                 | —                 | —                 | —                 | —                 | —                 | 174               |
| 2000 | 6/8/00, Palais Omnisports de Paris-Bercy, Paris, France            | —                 | —                 | —                 | —                 | 56                | —                 | —                 | —                 | —                 | —                 | —                 |
| 2000 | 6/12/00, Pinkpop, Landgraaf, Netherlands                           | —                 | —                 | —                 | —                 | —                 | —                 | 63                | —                 | —                 | —                 | —                 |
| 2000 | 6/16/00, Spodek, Katowice, Poland                                  | 103               | —                 | —                 | —                 | —                 | —                 | —                 | —                 | —                 | —                 | —                 |
| 2000 | 6/18/00, Residenzplatz, Salzburg, Austria                          | —                 | —                 | 17                | —                 | —                 | —                 | —                 | —                 | —                 | —                 | —                 |
| 2000 | 6/20/00, Arena di Verona, Verona, Italy                            | 134               | 46                | —                 | —                 | —                 | —                 | —                 | —                 | —                 | —                 | —                 |
| 2000 | 6/22/00, FILA Forum Arena, Milan, Italy                            | 125               | —                 | —                 | —                 | —                 | —                 | —                 | —                 | —                 | —                 | —                 |
| 2000 | 6/23/00, Hallenstadion, Zurich, Switzerland                        | —                 | —                 | —                 | —                 | —                 | —                 | —                 | —                 | —                 | 46                | —                 |
| 2000 | 6/26/00, Alsterdorfer Sporthalle, Hamburg, Germany                 | 175               | —                 | —                 | —                 | —                 | —                 | —                 | —                 | —                 | —                 | —                 |
| 2000 | 6/28/00, Vasa Museum, Stockholm, Sweden                            | —                 | —                 | —                 | —                 | —                 | —                 | —                 | —                 | 50                | —                 | —                 |
| 2000 | 6/29/00, Spektrum, Oslo, Norway                                    | —                 | —                 | —                 | —                 | —                 | —                 | —                 | 14                | —                 | —                 | —                 |
| 2001 | 8/12/00, Ice Palace, Tampa, Florida                                | 181               | —                 | —                 | —                 | —                 | —                 | —                 | —                 | —                 | —                 | —                 |
| 2001 | 8/15/00, Pyramid Arena, Memphis, Tennessee                         | 191               | —                 | —                 | —                 | —                 | —                 | —                 | —                 | —                 | —                 | —                 |
| 2001 | 8/18/00, Deer Creek Music Center, Noblesville, Indiana             | 174               | —                 | —                 | —                 | —                 | —                 | —                 | —                 | —                 | —                 | —                 |
| 2001 | 8/25/00, Jones Beach Amphitheater, Wantagh, New York               | 159               | —                 | —                 | —                 | —                 | —                 | —                 | —                 | —                 | —                 | —                 |
| 2001 | 8/29/00, Tweeter Center Boston, Mansfield, Massachusetts           | 163               | —                 | —                 | —                 | —                 | —                 | —                 | —                 | —                 | —                 | —                 |
| 2001 | 9/1/00, Blockbuster Music Entertainment Centre, Camden, New Jersey | 179               | —                 | —                 | —                 | —                 | —                 | —                 | —                 | —                 | —                 | —                 |
| 2001 | 9/5/00, Post-Gazette Pavilion, Burgettstown, Pennsylvania          | 176               | —                 | —                 | —                 | —                 | —                 | —                 | —                 | —                 | —                 | —                 |
| 2001 | 10/22/00, MGM Grand Arena, Las Vegas, Nevada                       | 152               | —                 | —                 | —                 | —                 | —                 | —                 | —                 | —                 | —                 | —                 |
| 2001 | 11/6/00, KeyArena, Seattle, Washington                             | 98                | —                 | —                 | —                 | —                 | —                 | —                 | —                 | —                 | —                 | —                 |

## 2003
Para la gira promocional del álbum Riot Act de 2003, se continuó con el lanzamiento de bootlegs en CD, sin embargo no se encontraban disponibles en tiendas al inicio. Los bootlegs tenían que ser ordenados a través de la página web oficial y eran enviados vía correo. Los bootlegs podían ser conseguidos alrededor de una semana después de cada concierto. Después de cada sección de la gira los siguientes conciertos fueron lanzados en tiendas por separado: Perth, Australia (23 de febrero de 2003); Tokio, Japón (3 de marzo de 2003); State College, Pensilvania (3 de mayo de 2003); Nueva York (8 y 9 de julio de 2003); Mansfield, Massachusetts (11 de julio de 2003); y sólo disponible en México, Ciudad de México (17 de julio de 2003). El concierto en State College duró aproximadamente 3 horas y fue grabado en tres discos, del cual el vocalista Eddie Vedder prometía que era "el concierto de Peal Jam más largo jamás ejecutado". Este fue sobrepasado por el concierto en Mansfield, en el cual la banda tocó 45 canciones, incluyendo un set acústico previo. Los conciertos en Nueva York fueron lanzados por separados y en un box set. El concierto del 8 de julio de 2003 fue lanzado en formato DVD en la película Live at the Garden. En 2004, Pearl Jam lanzó el álbum Live at Benaroya Hall, el cual a pesar de que fue lanzado en un formato similar a los bootlegs, no es considerado como parte de la serie.
Nota: El número 53 de las series debía ser realizado en Cincinnati, Ohio, pero el concierto fue cancelado.
|  | Australia/Japan Bootlegs - 1 2/8/03, Brisbane Entertainment Centre, Brisbane, Australia - 2 2/9/03, Brisbane Entertainment Centre, Brisbane, Australia - 3 2/11/03, Sydney Entertainment Centre, Sydney, Australia - 4 2/13/03, Sydney Entertainment Centre, Sydney, Australia - 5 2/14/03, Sydney Entertainment Centre, Sydney, Australia - 6 2/16/03, Adelaide Entertainment Centre, Adelaide, Australia - 7 2/18/03, Rod Laver Arena, Melbourne, Australia - 8 2/19/03, Rod Laver Arena, Melbourne, Australia - 9 2/20/03, Rod Laver Arena, Melbourne, Australia - 10 2/23/03, Burswood Dome, Perth, Australia - 11 2/28/03, Izumity 21, Sendai, Japan - 12 3/1/03, Pacifico Yokohama, Yokohama, Japan - 13 3/3/03, Nippon Budokan, Tokyo, Japan - 14 3/4/03, Kosei Nenkin Kaika, Osaka, Japan - 15 3/6/03, Nagoyashi Kokaido, Nagoya, Japan | North America Leg 1 Bootlegs - 16 4/1/03, Pepsi Center, Denver, Colorado - 17 4/3/03, Ford Center, Oklahoma City, Oklahoma - 18 4/5/03, Verizon Wireless Amphitheater, San Antonio, Texas - 19 4/6/03, Cynthia Woods Mitchell Pavilion, The Woodlands, Texas - 20 4/8/03, UNO Lakefront Arena, New Orleans, Louisiana - 21 4/9/03, Oak Mountain Amphitheater, Pelham, Alabama - 22 4/11/03, Sound Advice Amphitheater, West Palm Beach, Florida - 23 4/13/03, St. Pete Times Forum, Tampa, Florida - 24 4/15/03, Alltel Pavilion at Walnut Creek, Raleigh, North Carolina - 25 4/16/03, Verizon Wireless Amphitheater, Charlotte, North Carolina - 26 4/18/03, AmSouth Amphitheater, Antioch, Tennessee - 27 4/19/03, HiFi Buys Amphitheatre, Atlanta, Georgia - 28 4/21/03, Rupp Arena, Lexington, Kentucky - 29 4/22/03, Savvis Center, St. Louis, Missouri - 30 4/23/03, Assembly Hall, Champaign, Illinois - 31 4/25/03, Gund Arena, Cleveland, Ohio - 32 4/26/03, Mellon Arena, Pittsburgh, Pennsylvania - 33 4/28/03, First Union Spectrum, Philadelphia, Pennsylvania - 34 4/29/03, Pepsi Arena, Albany, New York - 35 4/30/03, Nassau Coliseum, Uniondale, New York - 36 5/2/03, HSBC Arena, Buffalo, New York - 37 5/3/03, Bryce Jordan Center, University Park, Pennsylvania | North America Leg 2 Bootlegs - 38 5/28/03, Adams Fieldhouse, University of Montana-Missoula, Missoula, Montana - 39 5/30/03, GM Place, Vancouver, British Columbia, Canada - 40 6/1/03, Shoreline Amphitheatre, Mountain View, California - 41 6/2/03, Verizon Wireless Amphitheatre, Irvine, California - 42 6/3/03, Verizon Wireless Amphitheatre, Irvine, California - 43 6/5/03, San Diego Sports Arena, San Diego, California - 44 6/6/03, MGM Grand Arena, Las Vegas, Nevada - 45 6/7/03, Cricket Pavilion, Phoenix, Arizona - 46 6/9/03, Smirnoff Music Centre, Dallas, Texas - 47 6/10/03, Alltel Arena, Little Rock, Arkansas - 48 6/12/03, Verizon Wireless Amphitheater, Bonner Springs, Kansas - 49 6/13/03, Mid-America Center, Council Bluffs, Iowa - 50 6/15/03, Fargodome, Fargo, North Dakota - 51 6/16/03, Xcel Energy Center, Saint Paul, Minnesota - 52 6/18/03, United Center, Chicago, Illinois - 54 6/21/03, Alpine Valley Music Theater, East Troy, Wisconsin - 55 6/22/03, Verizon Wireless Music Center, Noblesville, Indiana - 56 6/24/03, Polaris Amphitheater, Columbus, Ohio - 57 6/25/03, DTE Energy Music Theatre, Clarkston, Michigan - 58 6/26/03, DTE Energy Music Theatre, Clarkston, Michigan - 59 6/28/03, Molson Amphitheatre, Toronto, Ontario, Canada - 60 6/29/03, Bell Centre, Montreal, Quebec, Canada - 61 7/1/03, Nissan Pavilion, Bristow, Virginia - 62 7/2/03, Tweeter Center Boston, Mansfield, Massachusetts - 63 7/3/03, Tweeter Center Boston, Mansfield, Massachusetts - 64 7/5/03, Tweeter Center at the Waterfront, Camden, New Jersey - 65 7/6/03, Tweeter Center at the Waterfront, Camden, New Jersey - 66 7/8/03, Madison Square Garden, New York, New York - 67 7/9/03, Madison Square Garden, New York, New York - 68 7/11/03, Tweeter Center, Mansfield, Massachusetts - 69 7/12/03, Hersheypark Stadium, Hershey, Pennsylvania - 70 7/14/03, PNC Bank Arts Center, Holmdel, New Jersey - 71 7/17/03, Palacio de los Deportes, Mexico City, Mexico - 72 7/18/03, Palacio de los Deportes, Mexico City, Mexico - 73 7/19/03, Palacio de los Deportes, Mexico City, Mexico |  |

### Posiciones en listas
| Año  | Álbum                                                      | Mejor posición | Mejor posición |
| Año  | Álbum                                                      | E.U.A.         | Australia      |
| ---- | ---------------------------------------------------------- | -------------- | -------------- |
| 2003 | 2/23/03, Burswood Dome, Perth, Australia                   | —              | 34             |
| 2003 | 3/3/03, Nippon Budokan, Tokyo, Japan                       | 182            | —              |
| 2003 | 5/3/03, Bryce Jordan Center, University Park, Pennsylvania | 169            | —              |

## 2005-2006
Pearl Jam no realizó giras durante un año hasta la gira de 2004 Vote for Change, sin embargo la banda decidió no lanzar ningún bootleg de los seis conciertos de esa gira. La banda de nuevo quedaría un año sin giras hasta la gira por Canadá y América Latina en 2005. Por primera vez, los bootlegs fueron lanzados sólo en formato mp3 a través de la página web oficial. Las descargas contenían además fotografías de cada concierto. Para la gira de promoción de su álbum homónimo en verano de 2006, se agregaría el formato FLAC a las descargas en mp3. Los bootlegs digitales se encontraban disponibles de 2 a 3 días después de cada concierto. Los conciertos se encontraban disponibles a través de la página oficial del grupo hasta que fueron descontinuados.

### 2005 Official Bootlegs
|  | North America Bootlegs - 1 9/1/05, The Gorge, George, Washington - 2 9/2/05, General Motors Place, Vancouver, British Columbia, Canada - 3 9/4/05, Pengrowth Saddledome, Calgary, Alberta, Canada - 4 9/5/05, Rexall Place, Edmonton, Alberta, Canada - 5 9/7/05, Credit Union Centre, Saskatoon, Saskatchewan, Canada - 6 9/8/05, MTS Centre, Winnipeg, Manitoba, Canada - 7 9/9/05, Fort William Gardens, Thunder Bay, Ontario, Canada - 8 9/11/05, Memorial Auditorium, Kitchener, Ontario, Canada - 9 9/12/05, John Labatt Centre, London, Ontario, Canada - 10 9/13/05, Copps Coliseum, Hamilton, Ontario, Canada - 11 9/15/05, Bell Centre, Montreal, Quebec, Canada - 12 9/16/05, Corel Centre, Ottawa, Ontario, Canada - 13 9/19/05, Air Canada Centre, Toronto, Ontario, Canada - 14 9/20/05, Colisee Pepsi Arena, Quebec City, Quebec, Canada - 15 9/22/05, Metro Centre, Halifax, Nova Scotia, Canada - 16 9/24/05, Mile One Stadium, St. John's, Newfoundland, Canada - 17 9/25/05, Mile One Stadium, St. John's, Newfoundland, Canada - 18 9/30/05, Borgata Events Center, Atlantic City, New Jersey - 19 10/1/05, Borgata Events Center, Atlantic City, New Jersey - 20 10/3/05, Wachovia Center, Philadelphia, Pennsylvania | Latin America Bootlegs - 21 11/22/05, Estadio San Carlos de Apoquindo, Santiago, Chile - 22 11/23/05, Estadio San Carlos de Apoquindo, Santiago, Chile - 23 11/25/05, Ferrocarril Oeste Stadium, Buenos Aires, Argentina - 24 11/26/05, Ferrocarril Oeste Stadium, Buenos Aires, Argentina - 25 11/28/05, Gigantinho Gymnasium, Porto Alegre, Brazil - 26 11/30/05, Pedreira Paulo Leminski, Curitiba, Brazil - 27 12/2/05, Pacaembu, São Paulo, Brazil - 28 12/3/05, Pacaembu, São Paulo, Brazil - 29 12/4/05, Apoteose, Rio De Janeiro, Brazil - 30 12/7/05, Auditorio Coca Cola, Monterrey, Mexico - 31 12/9/05, Palacio de los Deportes, Mexico City, Mexico - 32 12/10/05, Palacio de los Deportes, Mexico City, Mexico |  |

### 2006 Official Bootlegs
|  | North America Leg 1 Bootlegs - 1 5/9/06, Air Canada Centre, Toronto, Ontario, Canada - 2 5/10/06, Air Canada Centre, Toronto, Ontario, Canada - 3 5/12/06, Pepsi Arena, Albany, New York - 4 5/13/06, New England Dodge Music Arena, Hartford, Connecticut - 5 5/16/06, United Center, Chicago, Illinois - 6 5/17/06, United Center, Chicago, Illinois - 7 5/19/06, Van Andel Arena, Grand Rapids, Michigan - 8 5/20/06, Quicken Loans Arena, Cleveland, Ohio - 9 5/22/06, Palace of Auburn Hills, Detroit, Michigan - 10 5/24/06, TD Banknorth Garden, Boston, Massachusetts - 11 5/25/06, TD Banknorth Garden, Boston, Massachusetts - 12 5/27/06, Tweeter Waterfront, Camden, New Jersey - 13 5/28/06, Tweeter Waterfront, Camden, New Jersey - 14 5/30/06, MCI Center, Washington, D.C. - 15 6/1/06, Continental Airlines Arena, East Rutherford, New Jersey - 16 6/3/06, Continental Airlines Arena, East Rutherford, New Jersey | North America Leg 2 Bootlegs - 17 6/23/06, Mellon Arena, Pittsburgh, Pennsylvania - 18 6/24/06, US Bank Arena, Cincinnati, Ohio - 19 6/26/06, Xcel Energy Center, Saint Paul, Minnesota - 20 6/27/06, Xcel Energy Center, Saint Paul, Minnesota - 21 6/29/06, Marcus Amphitheatre, Milwaukee, Wisconsin - 22 6/30/06, Marcus Amphitheatre, Milwaukee, Wisconsin - 23 7/2/06, Pepsi Center, Denver, Colorado - 24 7/3/06, Pepsi Center, Denver, Colorado - 25 7/6/06, MGM Grand, Las Vegas, Nevada - 26 7/7/06, Cox Arena, San Diego, California - 27 7/9/06, The Forum, Inglewood, California - 28 7/10/06, The Forum, Inglewood, California - 29 7/13/06, Santa Barbara Bowl, Santa Barbara, California - 30 7/15/06, Bill Graham Civic Auditorium, San Francisco, California - 31 7/16/06, Bill Graham Civic Auditorium, San Francisco California - 32 7/18/06, Bill Graham Civic Auditorium, San Francisco California - 33 7/20/06, Arlene Schnitzer Concert Hall, Portland, Oregon - 34 7/22/06, The Gorge Amphitheatre, George, Washington - 35 7/23/06, The Gorge Amphitheatre, George, Washington |  |

|  | Europe Bootlegs - 36 8/23/06, The Point, Dublin, Ireland - 37 8/25/06, Leeds Festival, Leeds, England - 38 8/27/06, Reading Festival, Reading, England - 39 8/29/06, Gelredome, Arnhem, Netherlands - 40 8/30/06, Sportpaleis, Antwerp, Belgium - 41 9/1/06, Pavello Olimpic de Badalona, Barcelona, Spain - 42 9/2/06, Azkena Rock Festival, Vitoria, Spain - 43 9/4/06, Pavilhao Atlantico, Lisbon, Portugal - 44 9/5/06, Pavilhao Atlantico, Lisbon, Portugal - 45 9/7/06, Palacio de Deportes, Madrid, Spain - 46 9/9/06, Le Dome de Marseille, Marseille, France - 47 9/11/06, Bercy, Paris, France - 48 9/13/06, Bern Arena, Bern, Switzerland - 49 9/14/06, PalaMalaguti, Bologna, Italy - 50 9/16/06, Arena di Verona, Verona, Italy - 51 9/17/06, Forum, Milan, Italy - 52 9/19/06, Palaisozaki, Torino, Italy - 53 9/20/06, Duomo Square, Pistoia, Italy - 54 9/22/06, Sazka Arena, Prague, Czech Republic - 55 9/23/06, Wuhlheide, Berlin, Germany - 56 9/25/06, Stadthalle, Vienna, Austria - 57 9/26/06, Dom Sportova, Zagreb, Croatia - 58 9/30/06, OAKA Sports Hall, Athens, Greece | Australia/Hawaii Bootlegs - 59 11/7/06, Acer Arena, Sydney, Australia - 60 11/8/06, Acer Arena, Sydney, Australia - 61 11/10/06, Entertainment Center, Brisbane, Australia - 62 11/11/06, Entertainment Center, Brisbane, Australia - 63 11/13/06, Rod Laver Arena, Melbourne, Australia - 64 11/14/06, Rod Laver Arena, Melbourne, Australia - 65 11/16/06, Rod Laver Arena, Melbourne, Australia - 66 11/18/06, Acer Arena, Sydney, Australia - 67 11/19/06, Newcastle Entertainment Centre, Newcastle, Australia - 68 11/21/06, Adelaide Entertainment Centre, Adelaide, Australia - 69 11/22/06, Adelaide Entertainment Centre, Adelaide, Australia - 70 11/25/06, Subiaco Oval, Perth, Australia - 71 12/2/06, Blaisdell Center, Honolulu, Hawaii |  |

## 2008-2011
La banda eligió no realizar bootlegs oficiales para la gira europea de 2007. Los bootlegs estuvieron disponibles para la gira estadounidense de 2008 y fueron lanzados a través de la página oficial del grupo en formatos FLAC, MP3 y CD. Los bootlegs del 2008 fueron lanzados a través de Kufala Recordings.
Pearl Jam lanzó los bootlegs de los conciertos de su gira de soporte del álbum Backspacer de 2009-2010 exclusivamente en su página web. Los bootlegs estuvieron disponibles para descarga digital en formatos MP3 y FLAC además de tener un sistema de quemado de CD sobre demanda, proporcionado por Kufala Records.

### 2008 Official Bootlegs
- 1 6/11/08, Cruzan Amphitheatre, West Palm Beach, Florida
- 2 6/12/08, St. Pete Times Forum, Tampa, Florida
- 3 6/14/08, Bonnaroo, Manchester, Tennessee
- 4 6/16/08, Colonial Center, Columbia, South Carolina
- 5 6/17/08, Verizon Amphitheatre, Virginia Beach, Virginia
- 6 6/19/08, Susquehanna Bank Center, Camden, New Jersey
- 7 6/20/08, Susquehanna Bank Center, Camden, New Jersey
- 8 6/22/08, Verizon Center, Washington, D.C.
- 9 6/24/08, Madison Square Garden, New York, New York
- 10 6/25/08, Madison Square Garden, New York, New York
- 11 6/27/08, Dodge Amphitheater, Hartford, Connecticut
- 12 6/28/08, Comcast Center, Mansfield, Massachusetts
- 13 6/30/08, Comcast Center, Mansfield, Massachusetts

### 2009 Official Bootlegs
- 1 8/8/09, Virgin Festival, Calgary, Alberta, Canada
- 2 8/11/09, Shephard’s Bush Empire, London, England
- 3 8/13/09, Sportspaleis Ahoy, Rotterdam, Netherlands
- 4 8/15/09, Wuhlheide, Berlin, Germany
- 5 8/17/09, Manchester Evening News Arena, Manchester, England
- 6 8/18/09, O2 Arena, London, England
- 7 8/21/09, Molson Amphitheatre, Toronto, Ontario, Canada
- 8 8/23/09, United Center, Chicago, Illinois
- 9 8/24/09, United Center, Chicago, Illinois
- 10 8/28/09, Outside Lands Festival, Golden Gate Park, San Francisco, California
- 11 9/21/09, KeyArena, Seattle, Washington
- 12 9/22/09, KeyArena, Seattle, Washington
- 13 9/25/09, GM Place, Vancouver, British Columbia, Canada
- 14 9/26/09, Clark County Amphitheare, Ridgefield, Washington
- 15 9/28/09, E Center, Salt Lake City, Utah
- 16 9/30/09, Gibson Amphitheater, Universal City, California
- 17 10/01/09, Gibson Amphitheater, Universal City, California
- 18 10/04/09, Austin City Limits Music Fest, Austin, Texas
- 19 10/06/09, Gibson Amphitheater, Universal City, California
- 20 10/07/09, Gibson Amphitheater, Universal City, California
- 21 10/09/09, San Diego State University, Viejas Arena, San Diego, California
- 22 10/27/09, Wachovia Spectrum, Philadelphia, Pennsylvania
- 23 10/28/09, Wachovia Spectrum, Philadelphia, Pennsylvania
- 24 10/30/09, Wachovia Spectrum, Philadelphia, Pennsylvania
- 25 10/31/09, Wachovia Spectrum, Philadelphia, Pennsylvania
- 26 11/14/09, Member Equity Stadium, Perth, Australia
- 27 11/17/09, Adelaide Oval, Adelaide, Australia
- 28 11/20/09, Etihad Stadium, Melbourne, Australia
- 29 11/22/09, Sydney Football Stadium, Sydney, Australia
- 30 11/25/09, QSAC Stadium, Brisbane, Australia
- 31 11/27/09, Mt Smart Stadium, Auckland, New Zealand
- 32 11/29/09, AMI Stadium, Christchurch, New Zealand

### 2010 Official Bootlegs
|  | North America Bootlegs - 1 5/1/10, New Orleans Jazz and Heritage Festival, New Orleans, Louisiana - 2 5/3/10, Sprint Center, Kansas City, Missouri - 3 5/4/10, Scottrade Center, St. Louis, Missouri - 4 5/6/10, Nationwide Arena, Columbus, Ohio - 5 5/7/10, Verizon Wireless Amphitheatre Indiana, Noblesville, Indiana - 6 5/9/10, Quicken Loans Arena, Cleveland, Ohio - 7 5/10/10, HSBC Arena, Buffalo, New York - 8 5/13/10, Jiffy Lube Live, Bristow, Virginia - 9 5/15/10, XL Center, Hartford, Connecticut - 10 5/17/10, TD Garden, Boston, Massachusetts - 11 5/18/10, The Prudential Center, Newark, New Jersey - 12 5/20/10, Madison Square Garden, New York, New York - 13 5/21/10, Madison Square Garden, New York, New York | Europe Bootlegs - 14 6/22/10, The 02, Dublin, Ireland - 15 6/23/10, Odyssey Arena, Belfast, Northern Ireland - 16 6/25/10, Hyde Park, London, England - 17 6/27/10, Goffertpark, Nijmegen, Holland - 18 6/30/10, Wuhlheide, Berlin, Germany - 19 7/1/10, Heineken Open'er Festival, Gdynia, Poland - 20 7/3/10, Town Square, Arras, France - 21 7/4/10, Werchter Festival, Werchter, Belgium - 22 7/6/10, Heineken Jammin' Festival, Venice, Italy - 23 7/9/10, BBK Live Festival, Bilbao, Spain - 24 7/10/10, Alges, Oeiras, Portugal |  |

### 2011 Official Bootlegs
|  | Canada Bootlegs - 1 9/7/11, Montreal - 2 9/11/11, Toronto - 3 9/12/11, Toronto - 4 9/14/11, Ottawa - 5 9/15/11, Hamilton - 6 9/17/11, Winnipeg - 7 9/19/11, Saskatoon - 8 9/21/11, Calgary - 9 9/23/11, Edmonton - 10 9/25/11, Vancouver | Latin America Bootlegs - 11 11/3/11, Sao Paulo, Brazil - 12 11/4/11, Sao Paulo, Brazil - 13 11/6/11, Rio De Janeiro, Brazil - 14 11/9/11, Curitiba, Brazil - 15 11/11/11, Porto Alegre, Brazil - 16 11/13/11, Buenos Aires, Argentina - 17 11/16/11, Santiago, Chile - 18 11/18/11, Lima, Peru - 19 11/20/11, San Jose, Costa Rica |  |

## 2012-2015
Los bootlegs oficiales para la gira de 2012 y la gira latinoamericana de 2015 están disponibles en el sitio web oficial de la banda en formatos MP3, FLAC, FLAC de 24-bit/96 kHz, así como en CD. Los CD eran distribuidos por nugs.net, así como los formatos digitales ALAC y ALAC de 24-bit/96 kHz a través de la página LiveDownloads.com, la cual es subsidiaria de nugs.net. Dichos bootlegs eran estrenados una semana antes a través del canal oficial de Pearl Jam en SiriusXM, Pearl Jam Radio.
Los bootlegs también están disponibles para la gira Norte y sudamericana de 2013 y para las giras australiana (incluyendo un concierto en Nueva Zelanda) y europea de 2014.

### 2012 Official Bootlegs
|  | Europe bootlegs - 1 6/20/12, Manchester Arena, Manchester, England - 2 6/21/12, Manchester Arena, Manchester, England - 3 6/23/12, Isle of Wight Festival, Isle of Wight, England - 4 6/26/12, Ziggo Dome, Amsterdam, Netherlands - 5 6/27/12, Ziggo Dome, Amsterdam, Netherlands - 6 6/29/12, Rock Werchter, Werchter, Belgium - 7 6/30/12, Main Square Festival, Arras, France - 8 7/2/12, O2 Arena, Prague, Czech Republic - 9 7/4/12, O2 World Berlin, Berlin, Germany - 10 7/5/12, O2 World Berlin, Berlin, Germany - 11 7/7/12, Ericsson Globe, Stockholm, Sweden - 12 7/9/12, Spektrum, Oslo, Norway - 13 7/10/12, Forum, Copenhagen, Denmark | North America bootlegs - 14 9/21/12, Deluna Festival, Pensacola, Florida - 15 9/22/12, Music Midtown, Atlanta, Georgia - 16 9/30/12, Adams Center, Missoula, Montana |  |

### 2013 Official Bootlegs
|  | South America bootlegs - 1 3/31/13, Lollapalooza Brazil, Sao Paulo, Brazil - 2 4/3/13, El Festival Mas Grande, Buenos Aires, Argentina - 3 4/6/13, Lollapalooza Chile, Santiago, Chile | North America bootlegs - 4 10/11/13, Consol Energy Center, Pittsburgh, Pennsylvania - 5 10/12/13, First Niagara Center, Buffalo, New York - 6 10/15/13, DCU Center, Worcester, Massachusetts - 7 10/16/13, DCU Center, Worcester, Massachusetts - 8 10/18/13, Barclays Center, Brooklyn, New York - 9 10/19/13, Barclays Center, Brooklyn, New York - 10 10/21/13, Wells Fargo Arena, Philadelphia, Pennsylvania - 11 10/22/13, Wells Fargo Arena, Philadelphia, Pennsylvania - 12 10/25/13, XL Center, Hartford, Connecticut - 13 10/27/13, 1st Mariner Arena, Baltimore, Maryland - 14 10/29/13, John Paul Jones Arena, Charlottesville, Virginia - 15 10/30/13, Time Warner Cable Arena, Charlotte, North Carolina - 16 11/1/13, Voodoo Festival, New Orleans, Louisiana - 17 11/15/13, American Airlines Center, Dallas, Texas - 18 11/16/13, Chesapeake Energy Arena, Oklahoma City, Oklahoma - 19 11/19/13, Jobing.com Arena, Phoenix, Arizona - 20 11/21/13, Viejas Arena, San Diego, California - 21 11/23/13, LA Sports Arena, Los Angeles, California - 22 11/24/13, LA Sports Arena, Los Angeles, California - 23 11/26/13, Oracle Arena, Oakland, California - 24 11/29/13, Rose Garden, Portland, Oregon - 25 11/30/13, Spokane Arena, Spokane, Washington - 26 12/2/13, Scotiabank Saddledome, Calgary, Alberta, Canada - 27 12/4/13, Rogers Arena, Vancouver, British Columbia, Canada - 28 12/6/13, Key Arena, Seattle, Washington |  |

### 2014 Official Bootlegs
|  | Australia/New Zealand bootlegs - 1 1/17/14, Big Day Out, Western Springs Stadium, Auckland, New Zealand - 2 1/19/14, Big Day Out, Metricon Stadium, Gold Coast, Australia - 3 1/24/14, Big Day Out, Flemington Racecourse, Melbourne, Australia - 4 1/26/14, Big Day Out, Sydney Fairgrounds, Sydney, Australia - 5 1/31/14, Big Day Out, Bonython Park, Adelaide, Australia - 6 2/2/14, Big Day Out, Arena Joondalup, Perth, Australia | Europe bootlegs - 7 6/16/14, Ziggo Dome, Amsterdam, Netherlands - 8 6/17/14, Ziggo Dome, Amsterdam, Netherlands - 9 6/20/14, San Siro Stadium, Milan, Italy - 10 6/22/14, Nereo Rocco Stadium, Trieste, Italy - 11 6/25/14, Stadthalle, Vienna, Austria - 12 6/26/14, Wuhlheide, Berlin, Germany - 13 6/28/14, Friends Arena, Stockholm, Sweden - 14 6/29/14, Telenor Arena, Oslo, Norway - 15 7/3/14, Open'er Festival, Gdynia, Poland - 16 7/5/14, Rock Werchter Festival, Werchter, Belgium - 17 7/8/14, First Direct Arena, Leeds, UK - 18 7/11/14, Milton Keynes Bows, Milton Keynes, UK |  |

|  | North America bootlegs - 19 10/01/2014 Cincinnati, OH - 20 10/03/2014 St. Louis, MO - 21 10/05/2014 Austin, TX - 22 10/08/2014 Tulsa, OK - 23 10/09/2014 Lincoln, NE - 24 10/12/2014 Austin, TX - 25 10/14/2014 Memphis, TN - 26 10/16/2014 Detroit, MI - 27 10/17/2014 Moline, IL - 28 10/19/2014 St Paul, MN - 29 10/20/2014 Milwaukee, WI - 30 10/22/2014 Denver, CO |

### 2015 Official Bootlegs
| - 1 11/04/2015 Santiago, Chile - 2 11/07/2015 Buenos Aires, Argentina - 3 11/11/2015 Porto Alegre, Brasil - 4 11/14/2015 São Paulo, Brasil - 5 11/17/2015 Brasilia, Brasil - 6 11/20/2015 Belo Horizonte, Brasil - 7 11/22/2015 Rio De Janeiro, Brasil - 8 11/25/2015 Bogotá, Colombia - 9 11/28/2015 México City, México |